# Synagoge (Žamberk)
Koordinaten: 50° 5′ 20″ N, 16° 27′ 50″ O

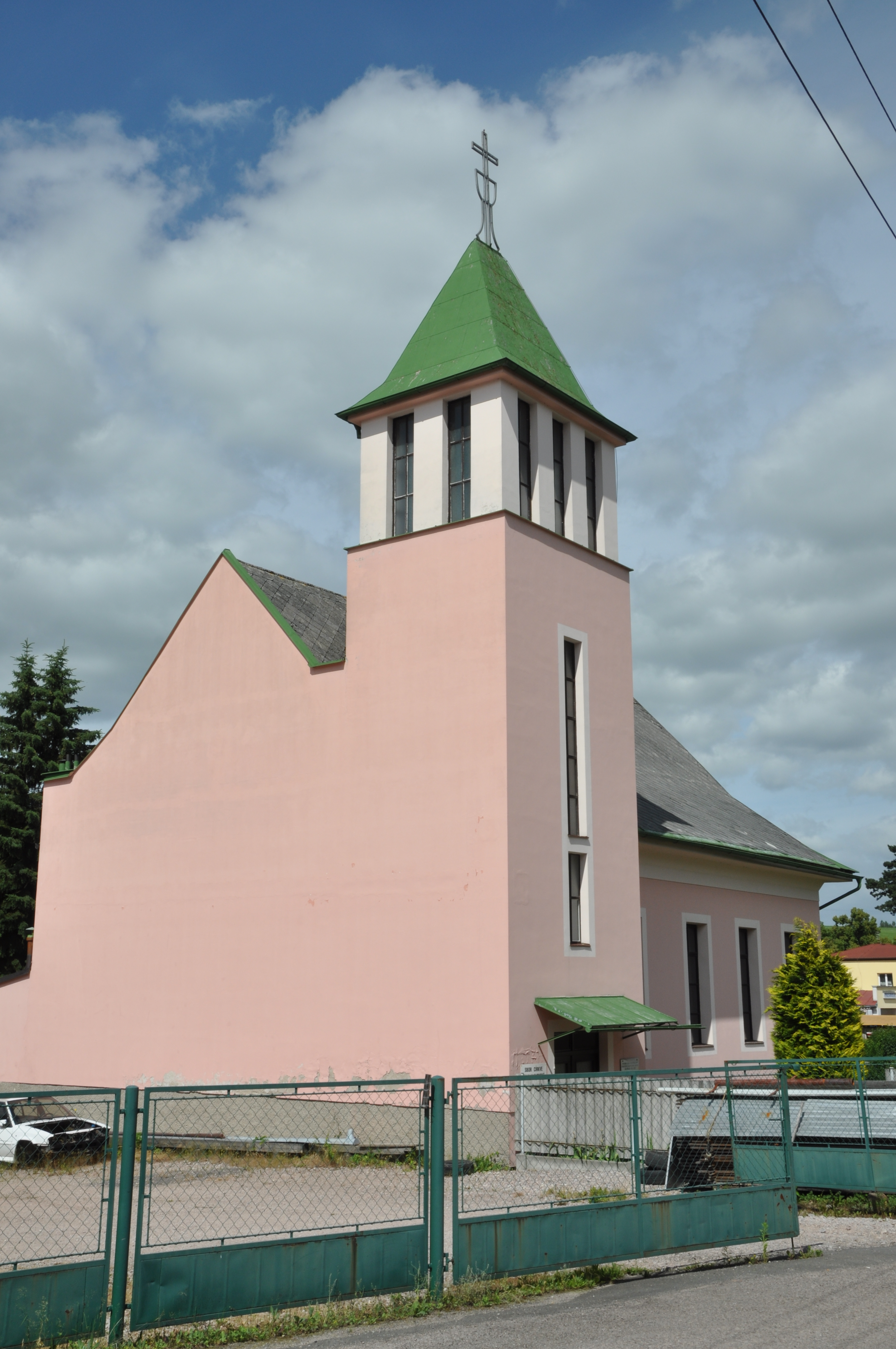
Ehemalige Synagoge in Žamberk

Die Synagoge in Žamberk (deutsch Senftenberg), einer Stadt in der Region Pardubický kraj in Tschechien, wurde 1810/11 erbaut. Das Synagogengebäude wurde im Laufe des 19. Jahrhunderts mehrfach umgebaut.
Die ehemalige Synagoge dient heute der Hussitischen Kirche als Gotteshaus.